# Jamie Grant
 (décembre 2018).
Jamie Grant, née le 12 juillet 1986 à Tilbourg, est une actrice néerlandaise.

## Filmographie

### Téléfilms
- 2011 : Flikken Maastricht : Esmee van Rooy
- 2011 : In therapie (nl) : Sascha Blaauw
- 2011 : Hart tegen hard (nl) :	Elvira Hermans
- 2013-2014 : Flikken Maastricht :	Esmee van Rooy
- 2016 : De mannen van dokter Anne : Natasja Romein
- 2017 : Klem (nl) : Hannah Lopez Diaz

### Cinéma
- 2009 : Gewoon Hans (nl) : Katinka
- 2010 : Loft : Linda
- 2012 : Quantum Zeno : Aurelia de Vries
- 2014 : De Poel (nl) : Emilie
- 2016 : Brasserie Valentijn (nl) : Silvia